# Michał Homolicki
Michał Homolicki (ur. 22 listopada 1791 w Białowiczach, zm. 21 stycznia 1861 w Wilnie) — doktor medycyny, profesor Uniwersytetu Wileńskiego, filolog i archeolog polski.

## Życiorys
Urodził się 22 listopada 1791 w Białowiczach w powiecie słonimskim w rodzinie unickiego księdza Leona i jego żony Rafałowiczówny. Uczęszczał do szkoły bazylianów w Żyrowicach.
W 1808 rozpoczął naukę na Uniwersytecie Wileńskim, gdzie uzyskał stopień kandydata filozofii i magistra medycyny, a w 1815 obronił pracę doktorską wydaną drukiem w Wilnie „Dissertatio inauguralis medico- practica de vasorum sanguiferorum vi in morbis nervosis producendis”.
W tym samym roku został członkiem Wileńskiego Towarzystwa Lekarskiego i przez 3 lata był jego sekretarzem oraz redagował wspólnie z Józefem Frankiem pierwszy tom „Pamiętników Towarzystwa”. W 1816 rozpoczął wykłady z chirurgii i fizjologii na Uniwersytecie Wileńskim. W 1819 został adiunktem, w 1824 zaś dostał nominację na profesora nadzwyczajnego fizjologii.
W 1827 z powodów zdrowotnych zrezygnował z pracy na uczelni. Zrezygnował również z zawodu lekarskiego i zajął się wyłącznie zagadnieniami filologii oraz historii. Prace swoje publikował w czasopiśmie „Wizerunki i Roztrząsania Naukowe”. W 1857 został członkiem Komisji Archeologicznej.
Zmarł 21 stycznia 1861 w Wilnie i pochowany jest na cmentarzu Na Rossie.